# لوئیس دیوی
لوئیس دیوی (انگلیسی: Lewis Davey؛ زادهٔ ۲۴ اکتبر ۲۰۰۰) دونده سرعت اهل بریتانیا است.
وی در مسابقات کشوری و بین‌المللی در مجموع برندهٔ ۱ مدال طلا، ۱ مدال نقره و ۲ مدال برنز شده است.